# جامعة الجمهورية للعلوم والتكنولوجيا
جامعة الجمهورية للعلوم والتكنولوجيا ( JUST ) (بالصومالية: Jaamacada Jamhuriya)‏ مؤسسة تعليمية خاصة معتمدة في الصومال، تأسست في عام 2011.

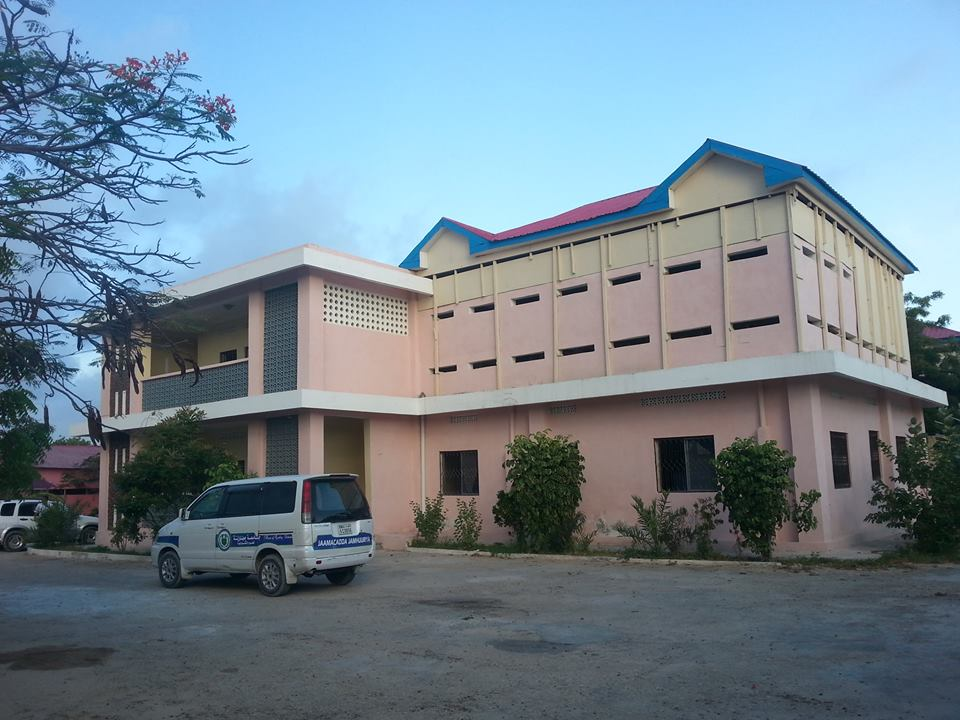
مقر جامعة الجمهورية للعلوم والتكنولوجيا

## الكليات
تضم الجامعة حاليًا الكليات التالية:

### كلية الطب وعلوم الصحة
- بكالوريوس في الطب والجراحة العامة
- بكالوريوس في التمريض
- بكالوريوس في الصحة العامة
- بكالوريوس في تكنولوجيا المختبرات الطبية
- دبلوم في علم الأدوية

### كلية الهندسة
- بكالوريوس في الهندسة المدنية
- بكالوريوس هندسة كهربائية

### كلية الحاسوب وتكنولوجيا المعلومات
- بكالوريوس في تطبيقات الحاسوب
- دبلوم في تكنولوجيا المعلومات
- دبلوم شبكات الحاسوب

### كلية الاقتصاد وإدارة الأعمال
- بكالوريوس في إدارة الأعمال
- بكالوريوس إدارة عامة
- بكالوريوس محاسبة وتمويل

## الاعتماد الاكاديمي

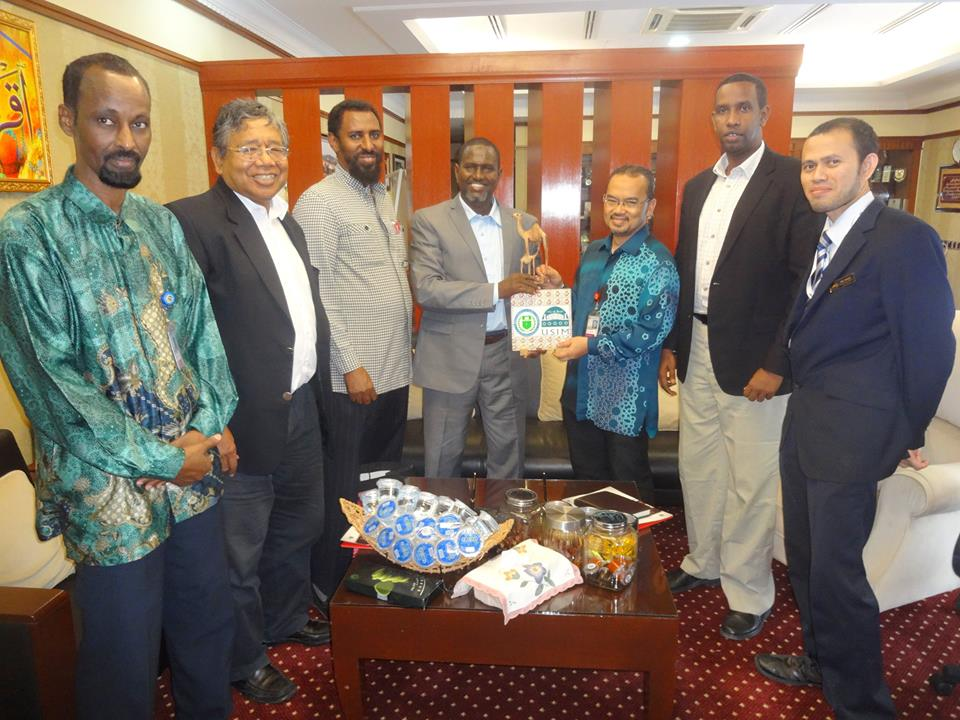
توقيع اتفاقية بين جامعة الجمهورية وجامعة مالايا

في عام 2013 حصلت جامعة الجمهورية للعلوم والتكنولوجيا (JUST) على الاعتماد الكامل من مديرية التعليم العالي والثقافة التابعة لوزارة التربية والتعليم في الحكومة الفيدرالية الصومالية.